# Olivier Labruna
Olivier La bruna est un footballeur français né le 31 janvier 1973 à Sète. Évoluant au poste de gardien de but, il fait l'essentiel de sa carrière au FC Sète.

## Biographie
Olivier La bruna joue 38 matchs en Ligue 2 sous les couleurs du FC Sète lors de la saison 2005-2006.
Il met un terme à sa carrière professionnelle en juin 2009. Il décide en effet de revenir au FC Sète, qui a été rétrogradé en Division d'Honneur (DH).

## Carrière
- 1994-1996 : FC Istres (CFA)
- 1996-2007 : FC Sète (CFA, National et Ligue 2)
- 2007-2009 : Gazélec Ajaccio (CFA)
- 2009- : FC Sète (DH)[2]

## Palmarès
- Champion de CFA (Groupe B) en 2001 avec le FC Sète